# Rue Claude-Tillier
Pour les articles homonymes, voir Tillier.
La rue Claude-Tillier est une voie située dans le quartier de Picpus du 12e arrondissement de Paris, en France.

## Origine du nom
Elle porte le nom de l'écrivain français Claude Tillier, auteur du roman Mon oncle Benjamin.

## Historique
La voie a été ouverte en 1854 sous le nom de « passage Mazas », en référence à l'ancienne prison de ce nom, s'appela par la suite « passage Tocanier », en souvenir d'un jardinier de Louis XVI, puis « passage Tillier », avant de devenir une rue à part entière sous le nom de « rue Claude-Tillier » en 1892.
Le 30 janvier 1918, durant la première Guerre mondiale, le no 16 rue Claude-Tillier est touché lors d'un raid effectué par des avions allemands.

## Bâtiments remarquables et lieux de mémoire
- Le foyer de travailleurs de l'AFTAM.
- no 15 : Accès à la cour Saint-Antoine.
- L'écrivain Georges Duhamel a vécu une partie de son enfance dans le passage Tocanier où sa famille habitait et avait, vers 1890, un magasin d'herboristerie[2].
- no 25 : Association des professionnels de l'information et de la documentation

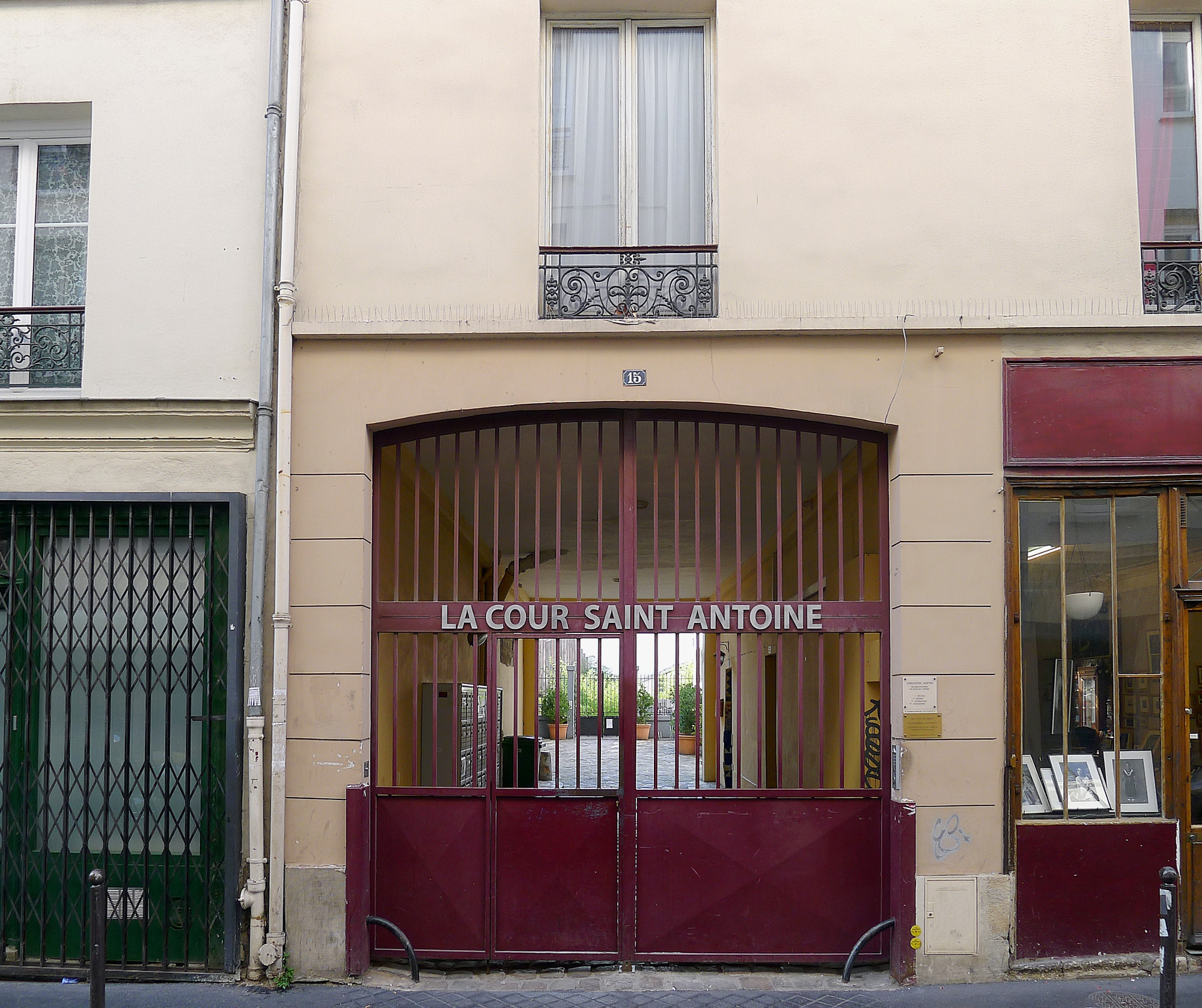
La cour Saint-Antoine.